# 菅原鬨也
菅原 鬨也（すがわら ときや、1940年10月8日- ）は、俳人。

## 人物・来歴
宮城県仙台市生まれ。東北学院大学卒。俳誌「滝」主宰。1974年、藤田湘子の「鷹」入会、76年「鷹」同人。91年「槐」創刊同人。92年「滝」創刊主宰。93年「鷹」同人辞退。1981年、宮城県芸術選奨新人賞、1980年、角川俳句賞。現代俳句協会員。宮城地区現代俳句協会副会長。

## 著書
- 『祭前 菅原鬨也句集』(鷹俳句叢書) 鷹俳句会, 1980.10
- 『遠泳 菅原鬨也句集』(鷹俳句叢書) 鷹俳句会, 1988.11
- 『宮沢賢治 その人と俳句』創栄出版, 1991.7
- 『飛沫 菅原鬨也句集』 (今日の俳句叢書) 角川書店, 1994.11
- 『潮騒 菅原鬨也季節語別句集』(滝俳句叢書) 滝発行所, 1996.12
- 『琥珀 菅原鬨也句集』朝日新聞社, 2000.10
- 『十七音の世界 滝の俳句を読む』(滝俳句叢書) 滝発行所, 2005.8
- 『曲炎 句集』 (21世紀俳句叢書 彩光集 5) 東京四季出版, 2009.10 <KH566-J222>
- 『鯨のこゑ 俳誌「滝」虚実潺潺セレクション』(滝俳句叢書) 滝発行所, 2012.1
- 『鯨のノートから 菅原鬨也俳句講演集』滝発行所, 2012.1
- 『鯨の耳 「滝」の俳句を中心に』(滝俳句叢書) 滝発行所, 2012.3